# Joppa setigera
Joppa setigera är en stekelart som först beskrevs av Joseph Kriechbaumer 1898.  Joppa setigera ingår i släktet Joppa och familjen brokparasitsteklar. Utöver nominatformen finns också underarten J. s. setosa.